# Morwellham Quay

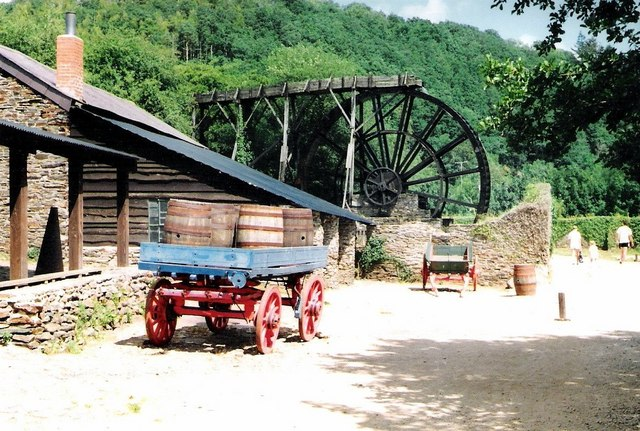
Ruota idraulica a Morwellham Quay

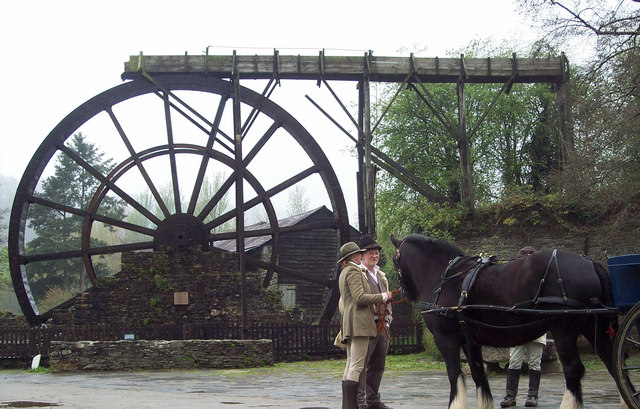
Morwellham Quay: altra immagine della ruota idraulica

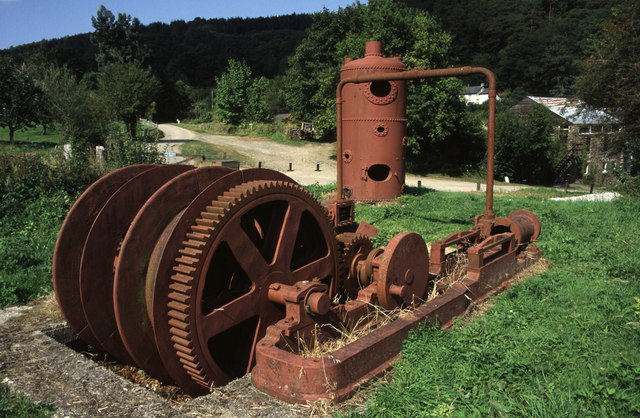
Un macchinario

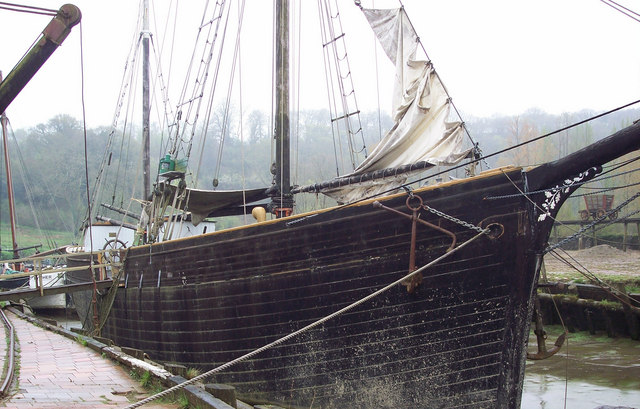
Nave sul porto fluviale di Morwellham Quay

Morwellham Quay è un ex-insediamento industriale (e minerario, in particolare) del XIX secolo ora trasformato in museo aperto, situato nella contea inglese del Devon (Inghilterra sud-occidentale) e, più precisamente, nel villaggio di Morwellham, nei dintorni di Gunnislake, lungo il canale di Tavistock, nella valle del fiume Tamar.

## Ubicazione
Morwellham Quay si trova nella zona meridionale della contea del Devon, al confine con la contea della Cornovaglia, ad una trentina di chilometri a nord di Plymouth, e non lontano dalla tenuta di Cotehele

## Caratteristiche
Il complesso ospita impianti minerari per l'estrazione del rame, una banchina sul fiume, cottage, case coloniche, una scuola, ecc. Le attività passate sono illustrate da figuranti in costume.
|  |

## Storia

### Il museo
A partire dal 1970, il sito, caduto da decenni in stato di totale abbandono, iniziò ad essere sottoposto a restauro, restauro che ha permesso di restituirgli l'aspetto originario.
Nel corso degli anni settanta, il museo contava la presenza media di 150.000 visitatori l'anno.
All'inizio del XXI secolo, il numero di visitatori del museo era già sceso a 50.000.
Nel settembre del 2009, il governo del Devon annunciò lo stop ai finanziamenti al museo, minacciandone di fatto la chiusura.
La chiusura del sito fu però scongiurata grazie alla sua acquisizione da parte di Simon e Valerie Lister.
Tra il 2010 e il 2011 fu girato in loco dalla BBC un documentario in 12 puntate intitolato Edwardian Farm.